# Susan (Vorname)
Susan ist ein weiblicher Vorname. 

## Herkunft, Bedeutung, Verbreitung
Susan ist eine englische Variante von Susanne, was vom Hebräischen schoschanah stammt und „Lilie“ oder auch „die rote Lilie“  bedeutet.
Weitere Formen sind Susann, Susanna, Susen, Suzanne, Suzie und Suzette, auf Arabisch und Persisch Sūsan (سوزان, arabisch „Iris“, persisch „Lilie“, auch Sousan, Souzan oder Sawsan transkribiert).
Der Name wird seit den 1920er Jahren verwendet. Während er ab Mitte der 1950er zu den beliebtesten Vornamen zählte, wird er seit den 1990er Jahren nur noch selten vergeben.

## Namensträgerinnen

### Susan
- Susan B. Anthony (1820–1906), US-amerikanische Frauenrechtlerin („Napoleon der Frauenbewegung“)
- Susan Blackmore (* 1951), britische Schriftstellerin und Rundfunksprecherin
- Antonia Susan Byatt (1936–2023), britische Schriftstellerin
- Susan Bysiewicz (* 1961), US-amerikanische Politikerin
- Susan Cooper (* 1935), englischsprachige Schriftstellerin
- Susan Evance (≈1780–?), englische Dichterin
- Susan Flannery (* 1939), US-amerikanische Schauspielerin
- Susan Hampshire (* 1937), britische Schauspielerin
- Susan Hayward (1917–1975), amerikanische Filmschauspielerin
- Susan Hiller (1940–2019), US-amerikanische Künstlerin
- Susan E. Hinton (* 1948), US-amerikanische Schriftstellerin
- Susan Hoecke (* 1981), deutsche Schauspielerin und Fotomodell
- Susan Howard (* 1944), US-amerikanische Schauspielerin
- Susan Isaacs (* 1946), US-amerikanische Pokerspielerin
- Susan Jacks (1948–2022), kanadische Sängerin und Songschreiberin sowie Musikproduzentin
- Susan Landau (* 1954), US-amerikanische Informatikerin
- Susan Love (1948–2023), US-amerikanische Medizinerin und Chirurgin
- Susan Lozier, US-amerikanische Ozeanographin
- Susan Neiman (* 1955), US-amerikanische Philosophin
- Susan Orlean (* 1955), US-amerikanische Journalistin und Autorin
- Susan Peters (1921–1952), US-amerikanische Schauspielerin
- Susan Elizabeth Phillips (* 1948), US-amerikanische Schriftstellerin
- Susan Raye (* 1944), US-amerikanische Country-Sängerin
- Susan Rigvava-Dumas (* 1966), niederländische Musicaldarstellerin
- Susan Sarandon (* 1946), US-amerikanische Schauspielerin
- Susan Schubert (* 1959), deutsche Sängerin
- Susan Seidelman (* 1952), US-amerikanische Filmregisseurin
- Susan Sideropoulos (* 1980), deutsche Schauspielerin
- Susan Sontag (1933–2004), US-amerikanische Schriftstellerin, Essayistin und Publizistin
- Susan Stahnke (* 1967), deutsche Schauspielerin und Fernsehmoderatorin
- Susan Stuart Frackelton (1848–1932), US-amerikanische Kunstmalerin und Keramikkünstlerin
- Susan Velder (* 1939), kanadische Bildhauerin und Malerin
- Susan Wokoma (* 1987), britische Schauspielerin
- Susan Yeagley (* 1972), US-amerikanische Schauspielerin.

### Susen
- Susen Küster (* 1994), deutsche Leichtathletin
- Susen Lösch (* 1993), deutsche Orientierungsläuferin
- Susen Tiedtke (* 1969), deutsche Weitspringerin

### Sousan, Sawsan (سوسن)
- Sawsan Chebli (arabisch سوسن شبلي; * 1978), deutsche Politikerin
- Sousan Hajipour (persisch سوسن حاجی پور; * 1990), iranische Taekwondoin

## Fiktive Personen
- Susan (Fernsehserie) – Sitcom mit Brooke Shields
- Susan … verzweifelt gesucht – Kinofilm mit Madonna
- Susan Calvin – fiktive Person aus den Kurzgeschichten von Isaac Asimov
- Susan Lawly – britisches Musiklabel